# 厩神

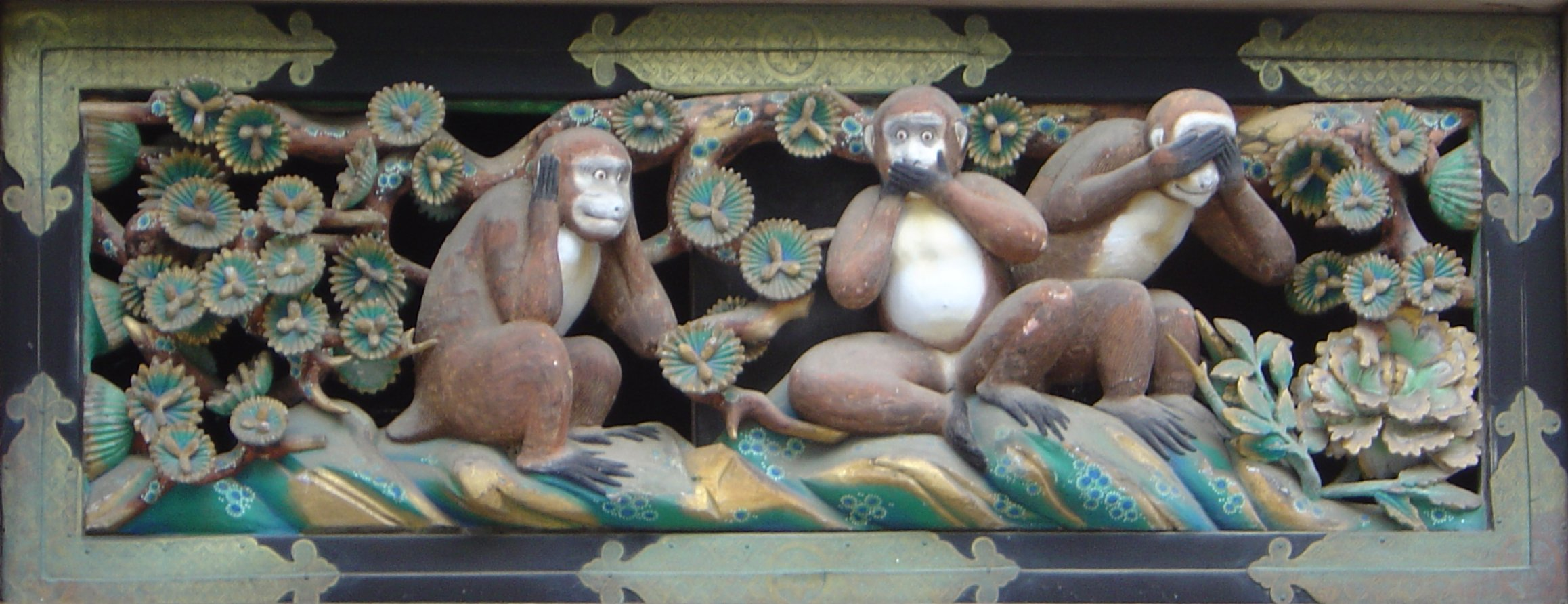
日光東照宮の神厩舎（神馬をつなぐ厩）にある三猿の彫刻。「見ざる・言わざる・聞かざる」で知られる。

厩神（うまやがみ）は、かつての日本の厩（農民の家の中に設けられた馬の部屋）で信仰されていた守り神。

## 概要
昔の農家にとっては馬は牛と並んで重要な労働力であり、家族同然に大切に扱われていた。人間を守る神と同様、馬を守る存在として生まれたものが厩神の信仰とされている。
厩神を祀る多くの地方では猿が馬の守り神とされており、厩の柱の上に厩神の祠を設け、猿の頭蓋骨、または猿の手足を神体として納めていた。簡易な方法で済ます際には、猿の絵を描いた絵馬やお札を魔除けとして貼っていた。
また当時は季節ごとに馬の安全を願う祭礼として、厩の周りで猿を舞わせる風習もあった。大道芸の猿まわしはその名残りである。
より信心深く、馬と一緒に観音菩薩の参拝を行なう人々もいた。また、守護仏として馬頭観音（馬頭明王）を祀ることもあり、馬が不慮の死を遂げた際には、その場所に馬頭観音の像を建てて供養をすることもあったそうである。